# 日本電気化学工業所
株式会社日本電気化学工業所（かぶしきがいしゃにほんでんきかがくこうぎょうじょ、Nihon Anodizing Co.,Ltd）は、アルミニウムの表面処理加工を専門に行っている企業である。本社を大阪府豊中市蛍池西町に置く。

## 概要
アルマイト加工の専業者。1935年（昭和10年）、初代社長の倉智重吉が、現在の大阪市平野区にアルマイト工場を設立。創業当時は、お弁当箱や鍋、やかん等の表面処理を行っていた。
昭和30年頃からビルや住宅建材の表面処理に着手し始め、現在は住宅や高層ビルの建材のほか、車両などの特殊製品を中心に表面処理を行っている。NACLのオンリーワン技術として、高機能性対応のアルマイト処理法（ナックル・スーパー・アノダイジング処理法）、アルミにステンレスの光沢感をもたらす電解研磨光輝処理などがある。
日本工業規格認証や国際基準化機構（ISO9001:2015）認証を取得している。

## 歴代経営者
| 代数   | 氏名     | 在任期間        | 出身校       |
| ------ | -------- | --------------- | ------------ |
| 初代   | 倉智重吉 | 1935 - 1991年   | 関西大学     |
| 第二代 | 倉智春吉 | 1991年 - 2023年 | 関西学院大学 |
| 第三代 | 倉智真平 | 2023年‐         |              |

## 現経営者
現在は、初代社長倉智重吉の長男の倉智春吉が代表取締役を務める。春吉は学生時代、関西学院中学、高校、大学とアメリカンフットボール部に所属。大学時代は、大型フルバックおよびキッカーとして活躍。1961年には主将を務め、4年連続甲子園ボウルに出場した。大学卒業後も日本社会人アメリカンフットボール協会理事長を務めあげ、2020年には日本アメリカンフットボール殿堂入りを果たした。
アルミ業界では、1997年（平成9年）に関西アルマイト工業協同組合を発足、2017年（平成29年）には軽金属製品協会の会長を務める。地元経済界においては、大阪府中小企業団体中央会副会長、商工組合中央金庫総代として業界の発展や中小企業の育成に努める。2007年（平成19年）には藍綬褒章を受章している。

## 営業所・工場
- 本社 - 大阪府豊中市蛍池西町2丁目7番26号　NACLビル2F
- 東京事務所 - 東京都台東区蔵前2-6-7
- 兵庫工場 - 兵庫県丹波市山南町きらら通30
  - 第一工場：超長尺横吊り自動搬送ライン
  - 第二工場：横吊り長尺ライン
  - 第三工場：横吊り自動搬送塗装ライン
- 滋賀工場 - 滋賀県湖南市夏見1101
  - 第一工場：縦吊り全自動ライン
  - 第二工場Aライン：コイル連続アルマイトライン
  - 第二工場Bライン：箔連続エッチングライン
- 関東工場 - 群馬県邑楽郡大泉町吉田本郷1210番地2
  - 横吊り長尺自動搬送ライン

### 工場設備の特徴
兵庫工場の超長尺アルマイトラインは、最長 12,750mmまでの長尺材に対応可能な日本一大きいアルマイトラインであり、大型の製品の処理を得意とする。滋賀工場の縦吊り全自動ラインは日本初の縦吊り量産が可能なライン。また、コイル連続アルマイトは、日本で初めて導入されたライン。アルミ板は、切断したものを1枚1枚処理するのが一般的だが、ここでは、最大1,300mmまでの広幅コイルを、無接点で連続陽極酸化皮膜処理することが可能。関東工場では、処理槽の深さを活用した2,700×6,800mmの広幅板材の処理が可能。

## 経営理念
NACLグループの社是「我らNACLグループは堅き団結のもと、三宝精神に徹し、共存共栄の実現に邁進することを誓う」（ここでいう三宝精神とは、得意先様・仕入先様、従業員とその家族）
三宝精神とは、「得意先様・仕入先様、従業員とその家族」のこと。得意先様がいなければ、品物が入ってこない。仕入れ先様からは、薬品や材料、技術を供給していただく必要がある。従業員とそれをささえる家族がいなければ、工場が稼働できない。NACLはこの3つを宝とし、アルマイト事業を通して社会に貢献している。
この三宝精神の始まりには昭和34年に発生した平野工場での火災がある。この火災により、工場のほとんどが焼失し、営業停止を余儀無くされた。しかし、得意先や従業員とその家族さらに仕入先の方達の協力によって1週間で営業を再開。先代社長は、火災からの早期操業再開を一生涯忘れてはならない「感謝」の思いであるとして、得意先様・仕入先様、従業員とその家族である三宝精神の考え方を社是に取り入れた。

## 環境配慮型の表面処理
- NACL法アルマイト下地 - 公害問題のあるクロム系薬品を使用しない塗装下地を開発。排水公害や環境汚染の生じない環境に優しい塗装下地を10年以上使用している。
- 工業廃水の水質確認 - 工場で出た工業廃水の安全を証明するために、浄化した排水を鯉の入った池に通し、鯉が生息できるレベルの水質かどうかチェックをしてから、川へ流す工夫を行っている。

## その他実績
特殊前処理（電解研磨）
- すみだ北斎美術館
- ヒューリック虎ノ門ビル
- 京王吉祥寺駅ビル建替工事
- 飯田橋西口再開発
- サマンサタバサ銀座店・新宿店
- 上海ワールドフィナンシャルセンター
- 日本橋三井タワー
- 金沢もてなしドーム（シェルター）
- 電通本社ビル（内装）
- 西新宿三井ビル
- OCTビル
- 第一勧業銀行計算センター
- 千駄ヶ谷インテスビル

シルバーアルマイト
- 枚方T-SITE
- 大阪府警察本部（2期）
- JR西鹿児島駅
- JR東海品川ビル（内装）
- 日本興業倶楽部・永楽ビル
- 私のしごと館（勤労体験プラザ）
- 横浜アイランドタワー（北仲通り南地区）
- 国立国会図書館関西館
- 神戸ウイングスタジアム
- 香川県庁舎行政棟
- 大阪府立国際会議場（グランキューブ）
- 神戸IHDセンタービル
- 扇町キッズパーク
- ソフトピアジャパン
- 和歌山県立美術館・和歌山県立博物館

二次電解着色
- 外市京都本社ビル建替工事
- 東洋大学白山キャンパス
- 大手町タワー
- シオノギ製薬研究所棟
- パレスホテル建替計画オフィス棟
- 明治安田生命大阪御堂ビル
- ザ・ペニンシュラ東京
- トヨタ自動車本館
- 表参道ヒルズ
- ミッドランドスクエア（名駅4丁目7番地再開発）
- 明治製菓京橋本社ビル
- グランドハイアット東京（六六ホテル棟）
- DOCOMO大阪第2ビル
- 横浜市北部斎場
- NHK大阪放送会館
- 新大手町ビル（改装）
- 群馬県庁舎行政庁舎
- 国立博物館法隆寺宝物館
- 長野郵便貯金会館
- 大阪アメニティーパーク（OAP）
- 東京オペラシティ
- 国立がんセンター中央病院
- ピアスタワービル
- 天王寺ターミナルビル（MIO）
- 静岡県庁庁舎別館
- 大同生命京都ビル

一次電解発色スミトーン
- 大阪北ヤードA工区
- 次世代スーパーコンピューター施設
- 六本木ヒルズ森タワー
- 愛宕グリーンヒルズ・MORIタワー
- アクア堂島ビル（第二期）
- 東北歴史博物館
- 島根県立美術館
- 福岡県総合福祉センター
- クリスタ長堀換気棟
- SHIPS田町ビル
- 天王寺ターミナルビル（MIO)
- 新阪急ホテル（改装）
- NTT幕張NMビル
- 名古屋市立生命科学館
- 浜松プレスタワービル
- 有楽町マリオンビル
- 住友不動産京都ビル
- 伊藤忠商事大阪本社ビル

合金発色
- 新新ダイビル
- 東京都現代美術館
- 愛知県文化会館
- 東山魁夷美術館

フッ素塗装
- 大手門タワー・JXビル（大手町1－1A）
- 新鉃鋼ビル
- 大手町パークビルディング（1－1B）
- 大手町フィナンシャルシティグランキューブ（1－3）
- 大手町ファイナンシャルシティー サウスタワー
- 丸の内永楽ビルディング
- 衆議院新議員会館整備等事業
- 丸の内パークビルディング館
- 汐留ビルディング
- 新丸の内ビルディング
- 聖徳大学生涯学習センター
- 丸の内トラストタワーN館
- 新関電ビル（サッシ、樋）
- ハービスエント
- 六本木ヒルズレジデンスB,C
- 愛宕グリーンヒルズ・MORIタワー
- 元麻布ヒルズ
- 精華町庁舎・精華町図書館
- 愛宕グリーンヒルズ・フォレストタワー
- 新神戸関電ビル
- さいたま広域合同庁舎1号館
- 三菱信託銀行神戸支店
- 新神戸国際会館（全影）
- 新神戸国際会館（玄関庇）
- 梅田ダイビル
- 扇町キッズパーク
- 江戸堀センタービル
- 京都ホテル
- 商工中金船場ビル
- 大阪小包郵便局
- P&G日本本社・研究所
- 大阪東京海上日動ビルディング

その他物件実績
- シェル石油看板枠
- 心斎橋プーマ
- 滋賀県警察本部庁舎
- 淀屋橋三井ビルディング
- 丸の内トラストタワーN館
- 六本木ヒルズ森タワー
- リバーカントリーガーデン京橋
- 神戸キメックセンタービル
- みなとさかい交流館
- サントリーミュージアム
- 東京ギフトパレット[1]